# 諾克山脈
46°54′14″N 13°43′40″E / 46.90389°N 13.72778°E

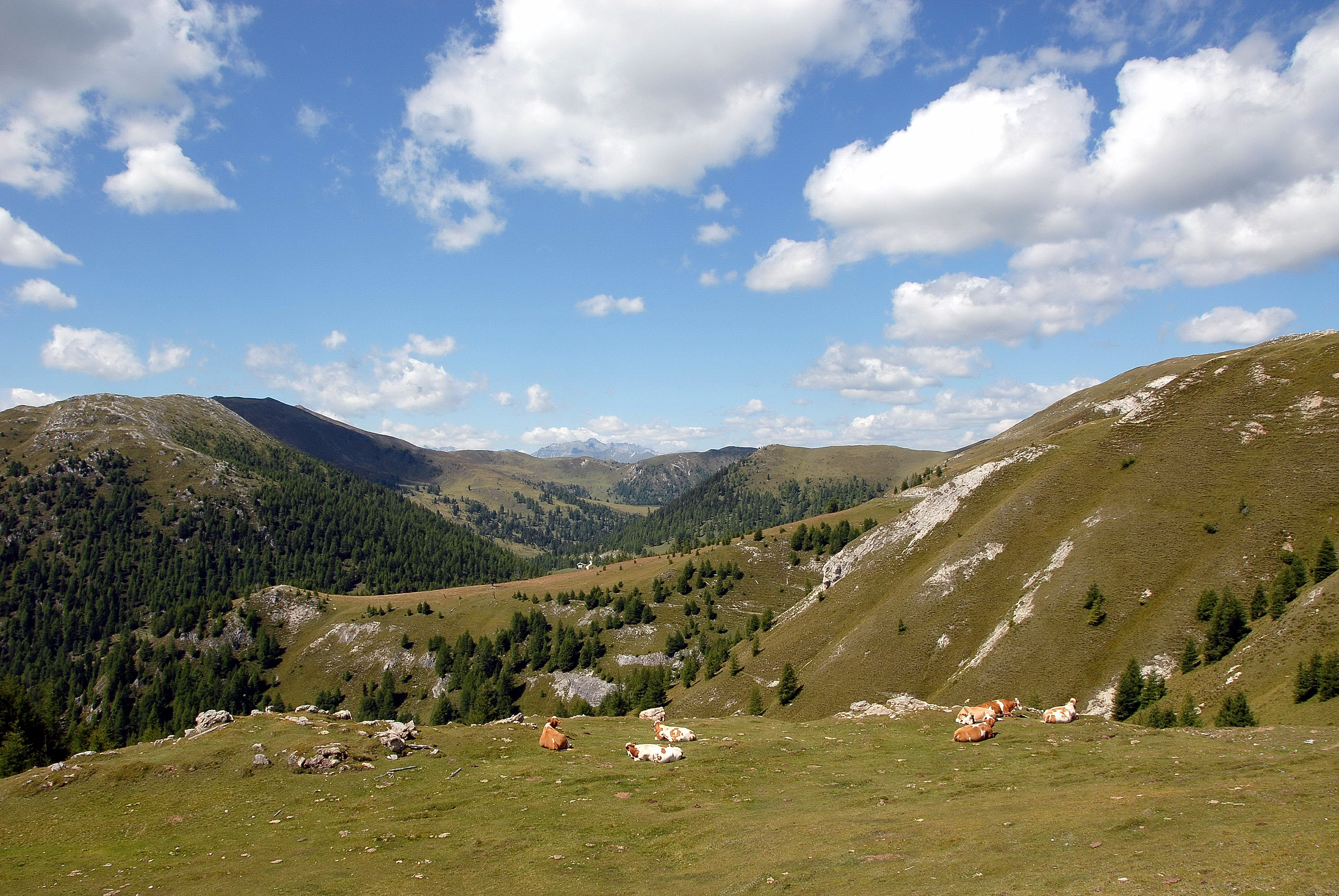

諾克山脈（德語：Nockberge），是奧地利的山脈，位於該國南部，處於克恩頓州、薩爾茨堡州和施泰爾馬克州接壤的邊界，屬於古爾克阿爾卑斯山脈的一部分，最高點是海拔高度2,441米的艾森胡特山。